# Stvolínky
Stvolínky är en ort i Tjeckien. Den ligger i den norra delen av landet, 60 km norr om huvudstaden Prag. Stvolínky ligger 282 meter över havet och antalet invånare är 294.
Terrängen runt Stvolínky är platt åt sydost, men åt nordväst är den kuperad.Runt Stvolínky är det glesbefolkat, med 16 invånare per kvadratkilometer. Närmaste större samhälle är Česká Lípa, 9,7 km nordost om Stvolínky. I omgivningarna runt Stvolínky växer i huvudsak blandskog.